# Daszbaszi
Daszbaszi (gruz. დაშბაში) – wieś w Gruzji, w regionie Dolna Kartlia, w gminie Calka. W 2014 roku liczyła 295 mieszkańców.